# Гоффертстадіон
«Гоффертстадіон» або «Стадіон Де Гофферт» (нід. Goffertstadion, Stadion De Goffert) — футбольний стадіон у Неймегені, Нідерланди, домашня арена ФК «Неймеген».

## Опис
Стадіон відкритий принцом Бернардом Ліппе-Бестерфельдським у 1939 році. У 2000 році була здійснена генеральна реконструкція арени. Було досягнуто кількості місць 12 500, встановлено систему підігріву газону.
Назва стадіону походить від парку «Гофферт», на території якого арена і розміщена. У 2007 та 2010 роках планувалося розширення стадіону до 20 000 та 18 000 місць відповідно та перетворення його у багатофункціональний комплекс, однак саме місцерозташування арени не дозволяє збільшувати площі споруди та змінювати її межі, оскільки парк «Гофферт» є природоохоронною територією, де будівельні роботи заборонені. 
Протягом 2005—2011 років арена носила назву «МакДОС Гофферстадіон», пов'язану зі спонсорським контрактом.
У 2007 році стадіон приймав матчі у рамках Чемпіонату Європи з футболу U-21 2007 року.